# Benthophiloides
Benthophiloides – rodzaj ryb z rodziny babkowatych (Gobiidae).

## Występowanie
Słodkowodne i słonawe wody zlewiska mórz Morza Czarnego, Azowskiego i Kaspijskiego

## Klasyfikacja
Gatunki zaliczane do tego rodzaju:
- Benthophiloides brauneri - babka paskowana[3], babka Braunera[3]
- Benthophiloides turcomanus